# Мермин-Вагнерова теорема
Мермин-Вагнерова теорема у статистичкој физици је тврђење да непрекидне симетрије не могу бити спонтано нарушене на коначним температурама у једнодимензионалним или дводимензионалним системима у којима су присутне краткодометне интеракције. Теорема има примену у разним областима физике у којима се појављују системи са нарушеним континуалним симетријама, као што су магнети, чврсти кристални материјали, суперфлуиди итд.
Одсуство спонтаног нарушења симетрија на {\displaystyle T>0} у системима димензија {\displaystyle d\leq 2}, доказали су Дејвид Мермин и Херберт Вагнер 1996. године и независно од њих Пјер Хохенберг 1967. године применом Богољубовљеве неједнакости. Теорему је ригорозније, коришћењем техника квантне теорије поља, доказао Сидни Колман 1973. године.

## Последице
Једнодимензионални систем на нултој температури се може представити као дводимензионални систем на {\displaystyle T>0}, тако да у системима са {\displaystyle d=1}ни на {\displaystyle T=0}не постоји спонтано нарушење симетрије. Међутим, дводимензионални на {\displaystyle T=0}се може представити као тродимензионални систем на {\displaystyle T>0}за које Мермин-Вагнерова теорема не даје ограничење за спонтано нарушење симетрије, те систем може спонтано прећи у уређеније стање с мањом симетријом.
Директна примена Мермин-Вагнерове теореме на магнетне системе у димензијама {\displaystyle d\leq 2}, подразумева да на коначним температурама не може доћи до спонтане магнетизације, односно да систем спонтано неће прећи у феромагнетно или антиферомагнетно стање.

### Дивергирајућа корелациона функција
Корелациона функција је параметар којим дефинише уређеност система. Корелациона функција између честице у положају {\displaystyle \mathbf {r} }у стању {\displaystyle \phi (\mathbf {r} )}и друге честице на позицији {\displaystyle \mathbf {r'} }у стању {\displaystyle \phi (\mathbf {r'} )}дефинисана је као: {\displaystyle \xi (\mathbf {r} -\mathbf {r'} )=\langle e^{i(\phi (\mathbf {r} )-\phi (\mathbf {r'} ))}\rangle }. У системима у којима постоји дугодометне корелације, корелациона функција {\displaystyle \xi \neq 0}чак и на великим растојањима. С друге стране, ако је систем неуређен, постоји нека коначно растојање након кога је {\displaystyle \xi =0}. 
Мермин-Вагнеровом теоремом ограничава се спонтано нарушење симетрије, зато што би при таквом прелазу код Голдстонових безмасених мода које настају, корелациона функција дивергирала.